# Can Pepis
Can Pepis és una obra historicista de Banyoles (Pla de l'Estany) inclosa a l'Inventari del Patrimoni Arquitectònic de Catalunya.

## Descripció
Edifici de planta rectangular, amb planta baixa i dos pisos. Els sostres estan suportats per cairats de fusta. Construït a finals del segle xix s'inclou dins dels paràmetres del corrent historicista. Així tota la decoració manté un cert regust classicitzant. Als grans finestrals dels balcons hi trobem pilastres amb motllures i frontons amb un motiu circular centrant el seu timpà. Les baranes són de ferro forjat. El perfil de l'obra s'ha decorat amb unes llargues filades que contenen uns motius de forma romboïdal. L'edifici s'ha rematat amb un ràfec força marcat i amb un fris de motllures dividit entres trams, un per crugia. La planta baixa, molt austera, li manquen elements ornamentals.